# Hmelnickiji nemzetközi repülőtér
A Hmelnickiji nemzetközi repülőtér (ukránul: Міжнародний аеропорт "Хмельницький", magyar átírásban: Mizsnarodnij aeroport Hmelnickij) (IATA: HMJ, ICAO: UKLH) Ukrajna Hmelnickiji területén, a területi székhelytől, Hmelnickijtől 7 km-re délnyugatra fekvő repülőtér. 1952-ben nyitották meg. Kapacitása napi 4–6 nemzetközi járat kiszolgálását biztosítja. A kifutópálya és a létesítmények rossz állapota miatt már évek óta nem fogad járatokat, 2014 óta pedig üzemen kívül van.